# Stubbfräs

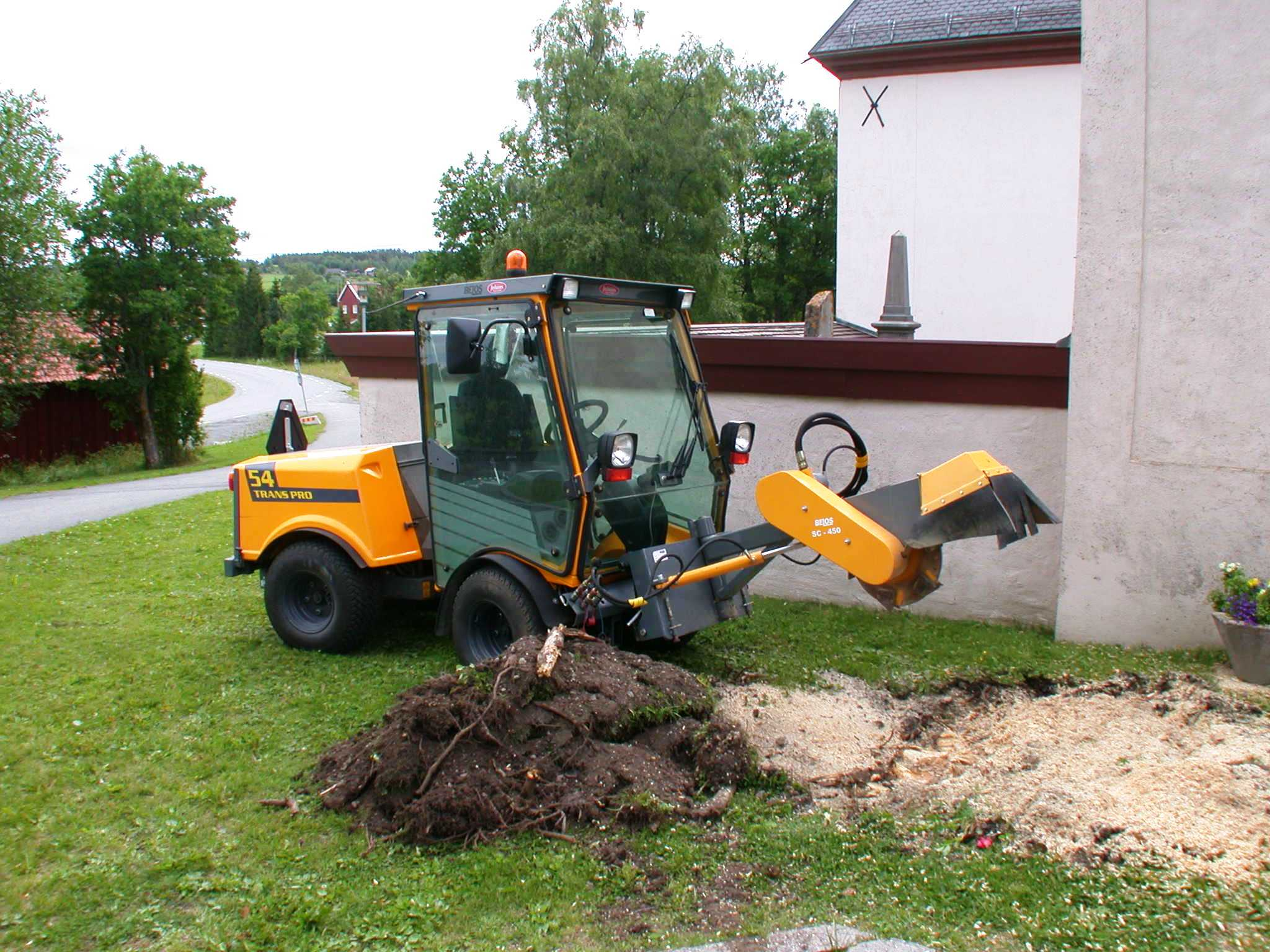
Stubbfräs

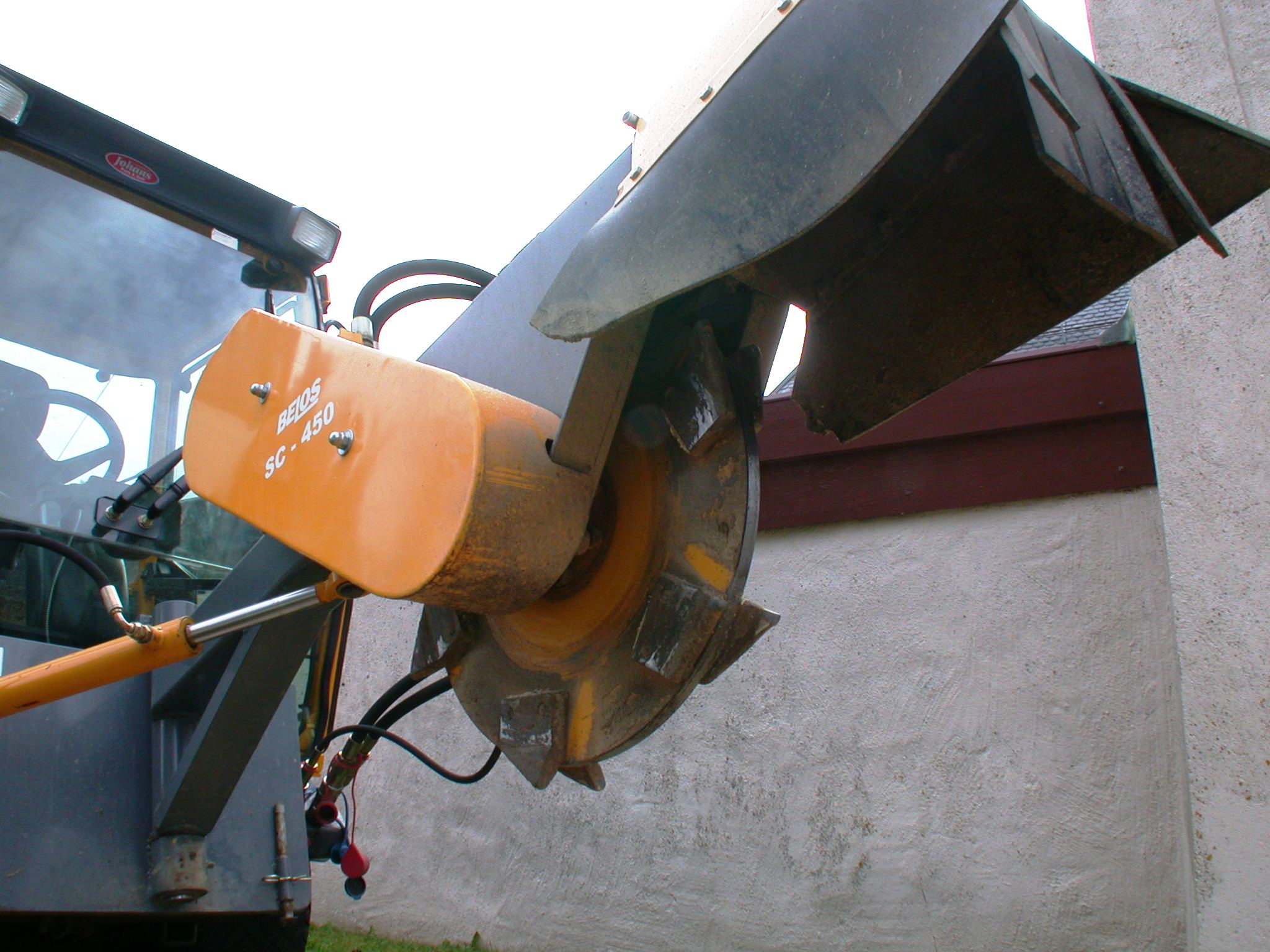
Skärhuvud

Stubbfräs är en maskin med vars hjälp man kan ta bort stubbar. När ett träd fälls förblir stubben och rotsystemet kvar. Innan stubbfräsen uppfanns brukade arbetare gräva ut stubben och dess rotsystem för hand.  Detta var mycket svårt arbete och en tidskrävande process. De frästa resterna av stubben kan användas som biobränsle. Maskinen har en roterande stålskiva med skarpslipade tänder, ett skärhuvud. När skivan roterar och trycks mot stubben fräser skivan ner träet i småbitar. Skivan kan kontrolleras av hydrauliska kolvar som pressar skivan mot stubben.
En annan gammal metod för att avlägsna stubbar var att bränna stubben, detta genom att injicera den med fotogen. Men denna metod var inte särskilt miljövänlig eller effektiv, då elden sällan blev varm nog på grund av brist på syre i stubben. Denna metod medförde även en stora risker för skogsbränder. 
Ett modernt alternativ för att avlägsna stubbar på är att använda kvävebaserade gödningsmedel för att sönderdela stubben. Denna metod fungerar bra och är miljövänlig, men tar ganska lång tid, vilket gör att den inte är lämplig för industrier.

## Historik
År 1956 uppfann Vermeer Manufacturing Co. grundare Gary Vermeer den första moderna stubbfräsen. En viktig innovation var att endast en person krävdes för att framföra maskinen. Vermeer´s maskin var den första som använde en horisontellt rörlig rotor, samtidigt som den kan skifta vertikalt. Vissa moderna maskiner kan slipa stubben till ett djup av 60 cm. Stubbfräsen utvecklades av Gary Vermeer under 1950-talet. Under ett test med en prototyp-stubbfräs flyttade en operatör fel spak på traktorn och detta ledde till att hjulet skar i en annan riktning. Eftersom det skär fem gånger snabbare så, hade en ny design utvecklats och stubbar blev enklare att fräsa bort.

## Funktion
En stubbfräs fungerar genom att ett roterande blad flyttar sig horisontellt fram och tillbaka medan man hugger bort på toppen av en stubbe. När stubben sjunker i höjd, flyttar operatören stubbfräsen med hjälp av en hydraulisk spak. Arbetet är färdigt när stubben är 10 till 50 cm under marken.
- Handstyrd stubbfräs: I likhet med designen till en gräsklippare kräver dessa maskiner att operatören går bakom enheten och manövrerar den med hjälp av styret.
- Självgående stubbfräs: Självgående modeller är användbara och mer professionella. Självgående stubbfräsar kommer åt på trängre utrymmen där andra maskiner har problem med att komma åt. Dessa stubbfräsar är avsedda för ett mer tungt arbete än "handstyrda" -varianter.
- Aggregatstubbfräs: Dessa bogseras bakom en traktor eller används som tillbehör på annan maskin, t.ex. grävmaskin, traktor eller en redskapsbärare (skid steer).